# Прапор Струсова
Прапор Струсова — офіційний символ села Струсів, Тернопільського району Тернопільської області, затверджений 11 травня 2007 р. рішенням сесії Струсівської сільської ради.
Автор — А. Гречило.

## Опис
Квадратне полотнище, розділене вертикально на два рівновеликі поля, поле від древка жовте з синім хрестом, а з вільного краю складається з семи рівношироких горизонтальних смуг, поперемінно 4 червоні та 3 жовті.

## Значення символів
Хрест уособлює давню назву поселення — Підбогородичин, а також хрест був елементом печатки струсівської громади в ХІХ ст. й означав василіанський монастир і відпуст. Три смуги в червоному полі пов'язують з гербом Корчак родини Струсів, які перейменували село та добилися для нього міських прав. Три смуги також уособлювали три села, підпорядковані Струсівській сільраді.